# Eudarcia fasciata
Eudarcia fasciata is een vlinder uit de familie van de Meessiidae. Deze soort is voor het eerst wetenschappelijk beschreven als Tinea fasciata door Otto Staudinger in een publicatie uit 1880.
De soort komt voor in Klein-Azië.